# Вестпорт (Кентуккі)
Вестпорт (англ. Westport) — переписна місцевість (CDP) в США, в окрузі Олдем штату Кентуккі. Населення — 253 особи (2020).

## Географія
Вестпорт розташований за координатами 38°29′15″ пн. ш. 85°28′29″ зх. д. / 38.48750° пн. ш. 85.47472° зх. д. (38.487482, -85.474716).  За даними Бюро перепису населення США в 2010 році переписна місцевість мала площу 3,88 км², з яких 2,07 км² — суходіл та 1,81 км² — водойми.

## Демографія
Згідно з переписом 2010 року, у переписній місцевості мешкало 268 осіб у 113 домогосподарствах у складі 79 родин. Густота населення становила 69 осіб/км².  Було 151 помешкання (39/км²).
Расовий склад населення:
| - 95,9 % — білих - 1,1 % — чорних або афроамериканців - 0,4 % — азіатів |

До двох чи більше рас належало 2,2 %. Частка іспаномовних становила 0,4 % від усіх жителів.
За віковим діапазоном населення розподілялося таким чином: 17,5 % — особи молодші 18 років, 66,8 % — особи у віці 18—64 років, 15,7 % — особи у віці 65 років та старші. Медіана віку мешканця становила 48,0 року. На 100 осіб жіночої статі у переписній місцевості припадало 100,0 чоловіків;  на 100 жінок у віці від 18 років та старших — 95,6 чоловіків також старших 18 років.
Середній дохід на одне домашнє господарство  становив 66 149 доларів США (медіана — 52 143), а середній дохід на одну сім'ю — 69 447 доларів (медіана — 49 886). 
Цивільне працевлаштоване населення становило 132 особи. Основні галузі зайнятості: мистецтво, розваги та відпочинок — 36,4 %, освіта, охорона здоров'я та соціальна допомога — 22,0 %, виробництво — 11,4 %, публічна адміністрація — 6,1 %.